# Haparanda
Haparanda (en finès: Haaparanta, és a dir, la platja del trèmol) és una localitat i seu del Municipi de Haparanda, al Comtat de Norrbotten, Suècia. És adjacent a Tornio, Finlàndia. Haparanda tenia 6.681 el 2017, d'un total municipal de 9.748 habitants (2018).
Haparanda és referida com a ciutat per motius històrics, tot i la seva poca població. L'Oficina Central d'Estadístiques de Suècia, tanmateix, només considera ciutats les localitats amb més de 10.000 habitants. Haparanda es troba a l'extrem nord de la costa sueca, allunyada de les grans ciutats. Els seus estius són molt suaus tenint en compte la seva localització tan al nord, i els hiverns normalment no són gaire freds malgrat la relativa proximitat al cercle polar àrtic.
El municipi, d'altra banda, fa servir el terme d'Haparanda Stad (Ciutat d'Haparanda) no només per a la ciutat mateixa, sinó per tot el seu territori (927 km²). A 24° 8' E, Haparanda és l'assentament més oriental de Suècia.